# جامعة كان نورماندي
جامعة كان نورماندي (الفرنسية : Université de Caen Normandie ) هي جامعة عامة في كان.
حصل عالم الرياضيات بيير فارينون ، الذي سيؤثر عمله على الشاب ليونهارت أويلر ، على درجة الماجستير من كان عام 1682. تم تقديم بيير سيمون لابلاس (1749-1827) إلى الرياضيات في كان بواسطة كريستوف جادبلد وبيير لو كانو.
درس هنري بوانكاريه (1854-1912) هناك بين عامي 1879 و 1881. تحتوي الجامعة على نموذج مصغر شهير لروما.

## مشاهير

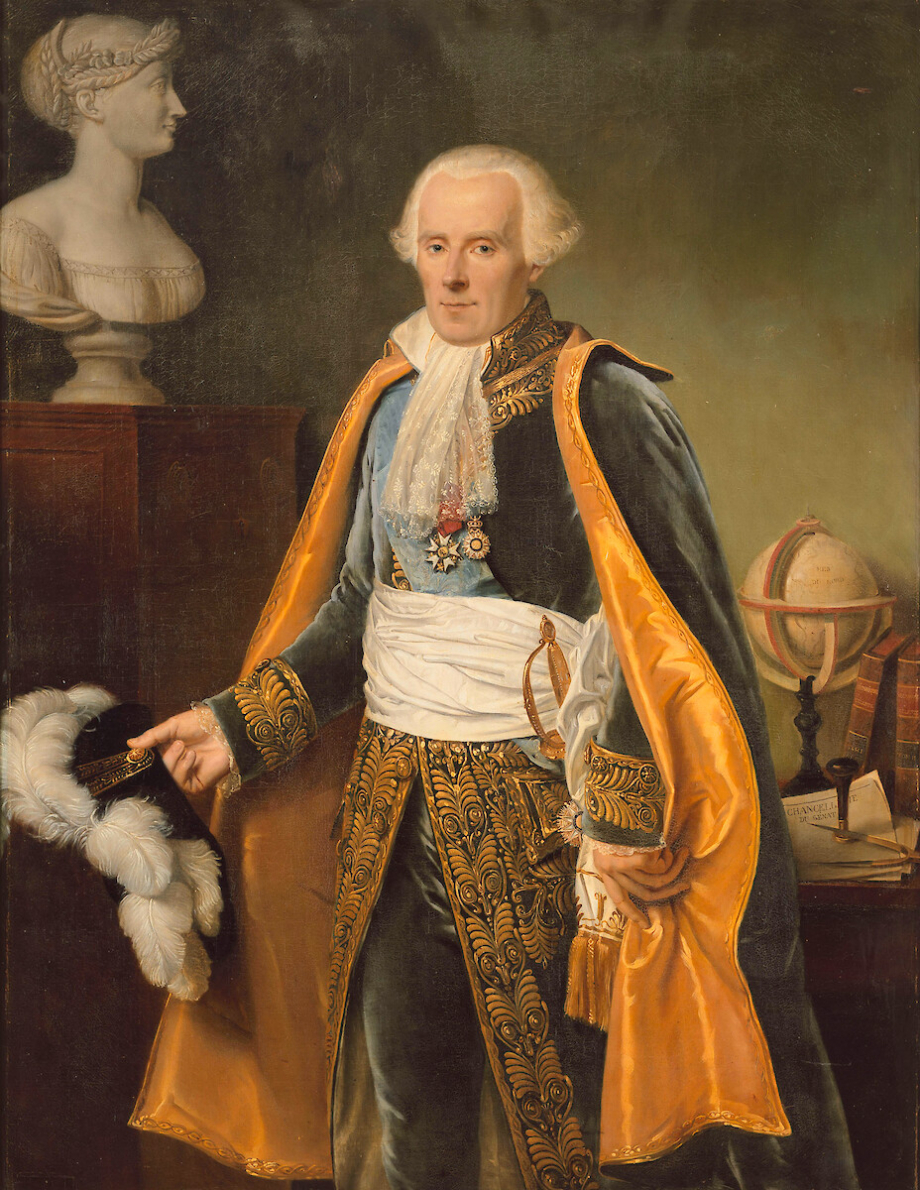
بيير سيمون دي لابلاس
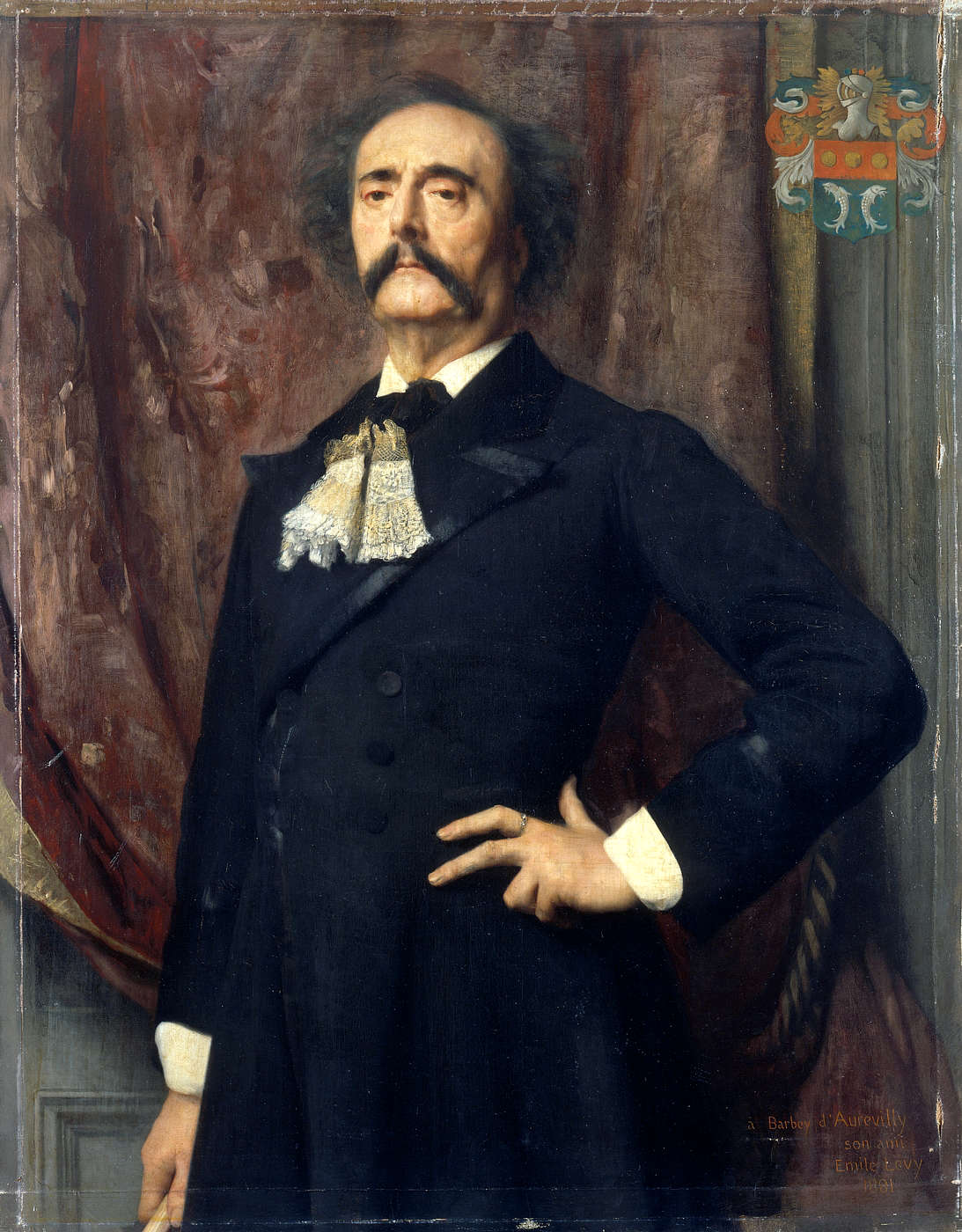
جول باربي دورفيلي  [لغات أخرى]‏
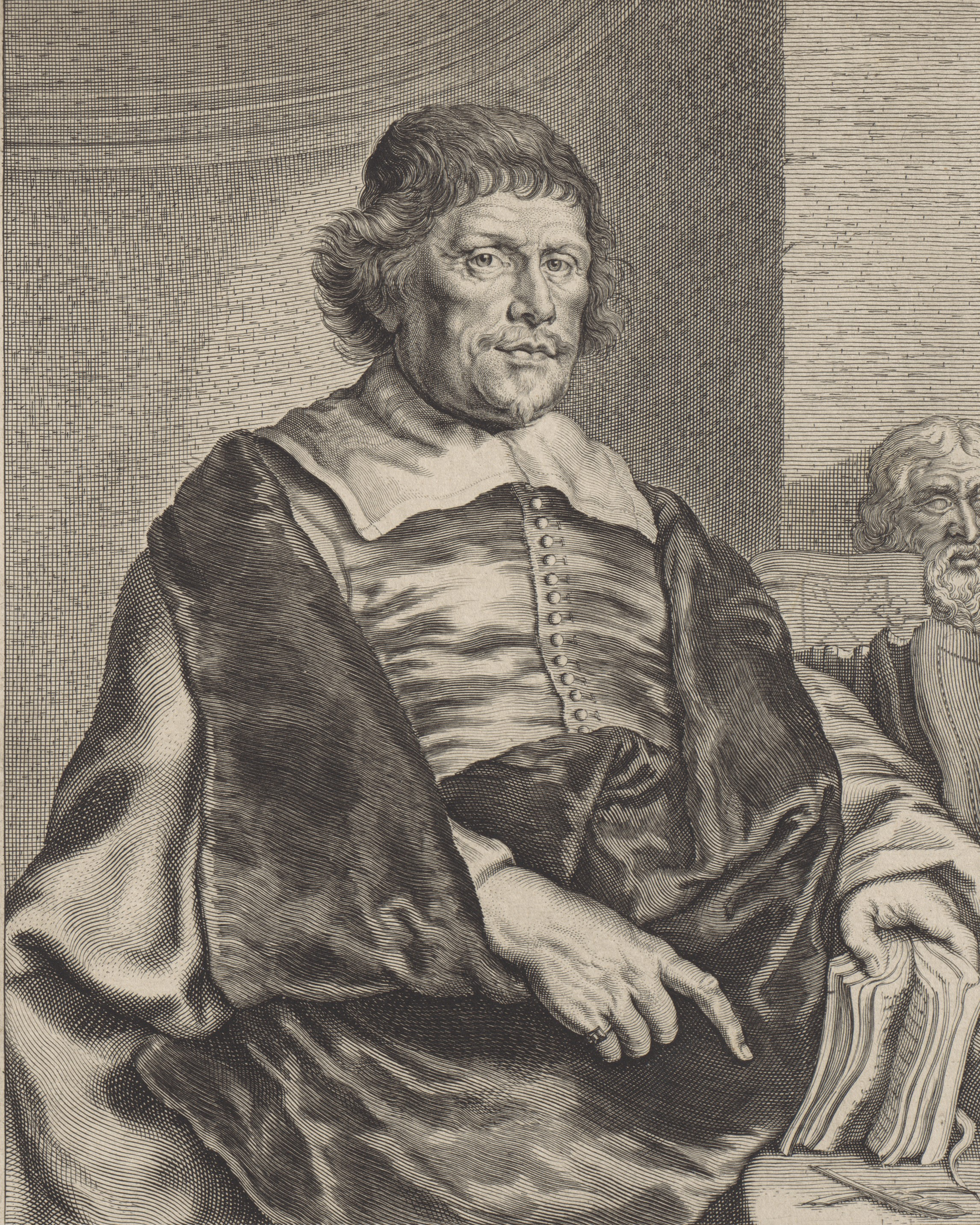
كاسبار بارليوس  [لغات أخرى]‏
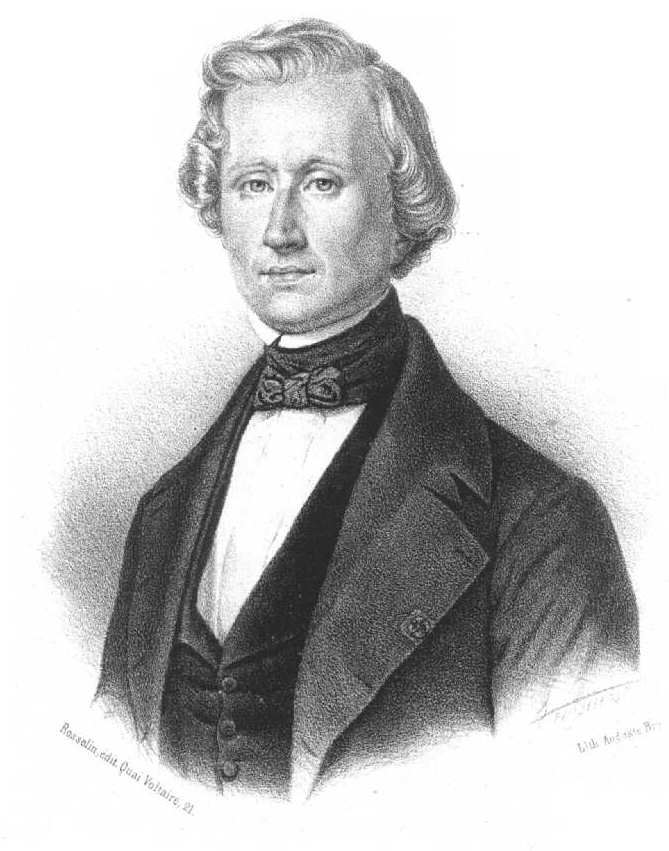
أوربان لو فيرييه
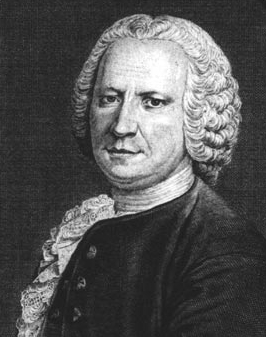
غيوم فرانسوا رويل  [لغات أخرى]‏
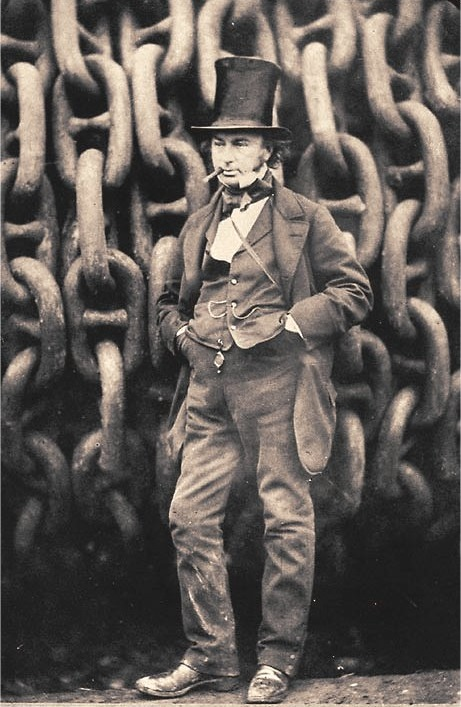
مملكة إيسامبارد برونيل
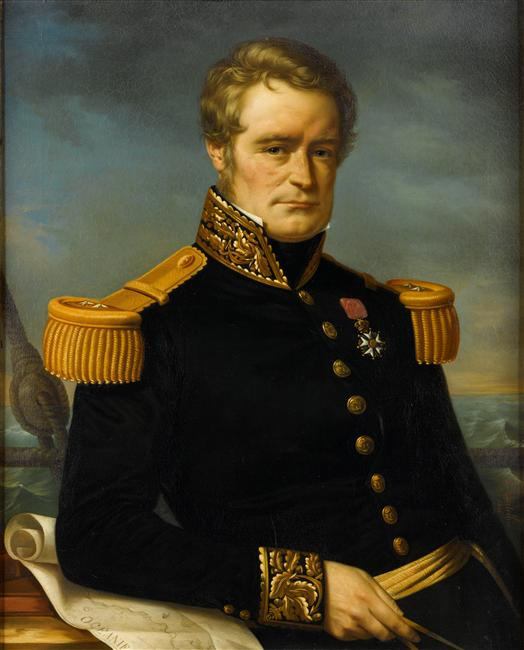
جول دومون دورفيل
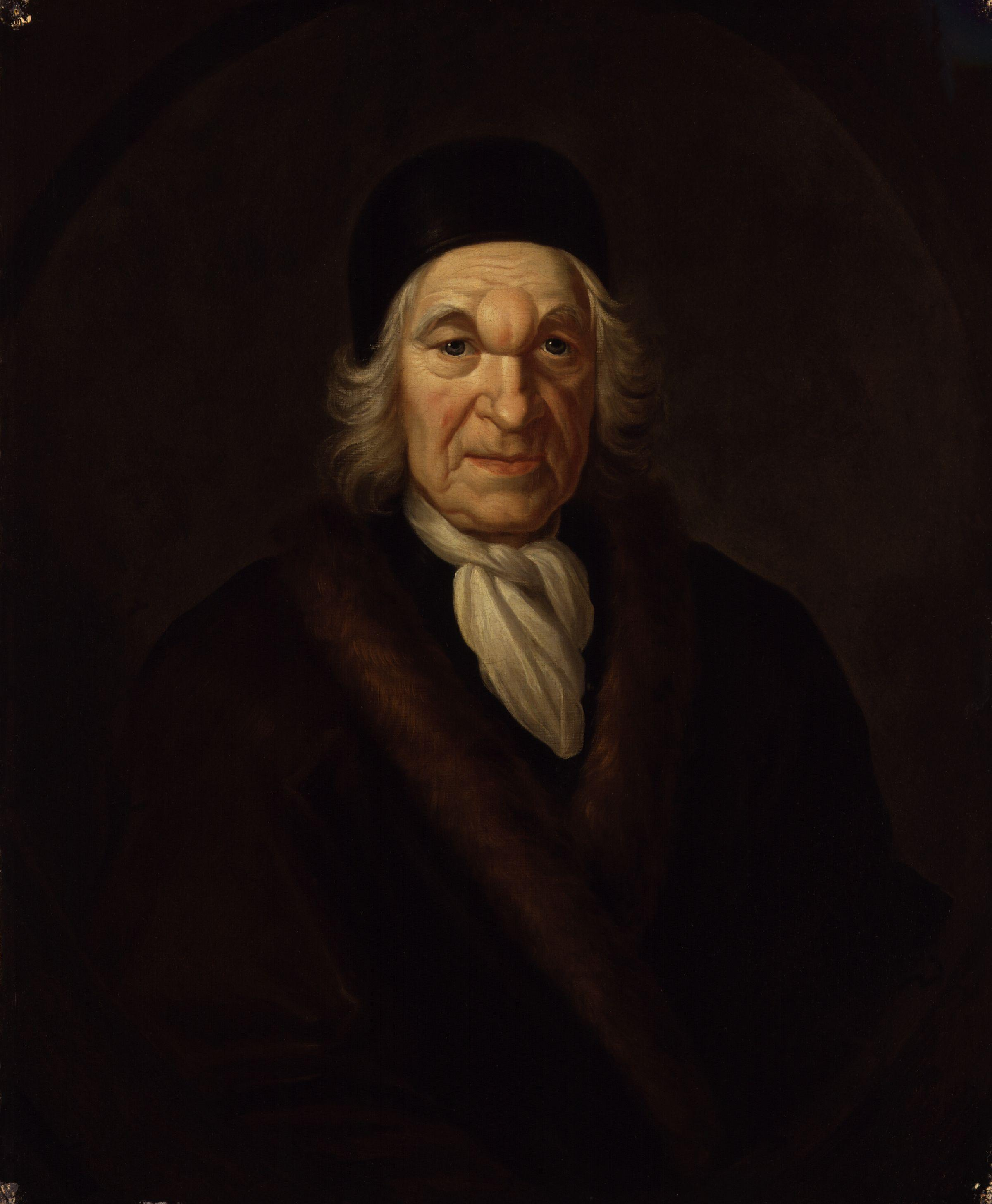
شارل دي سان إيفريموند  [لغات أخرى]‏
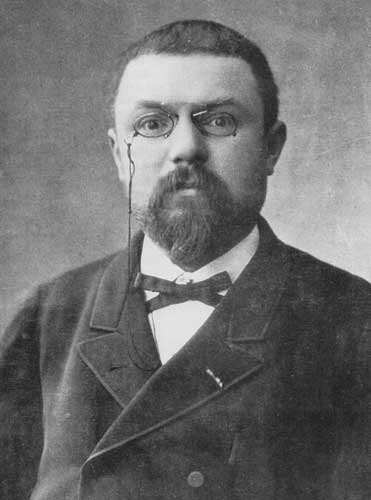
هنري بوانكاريه
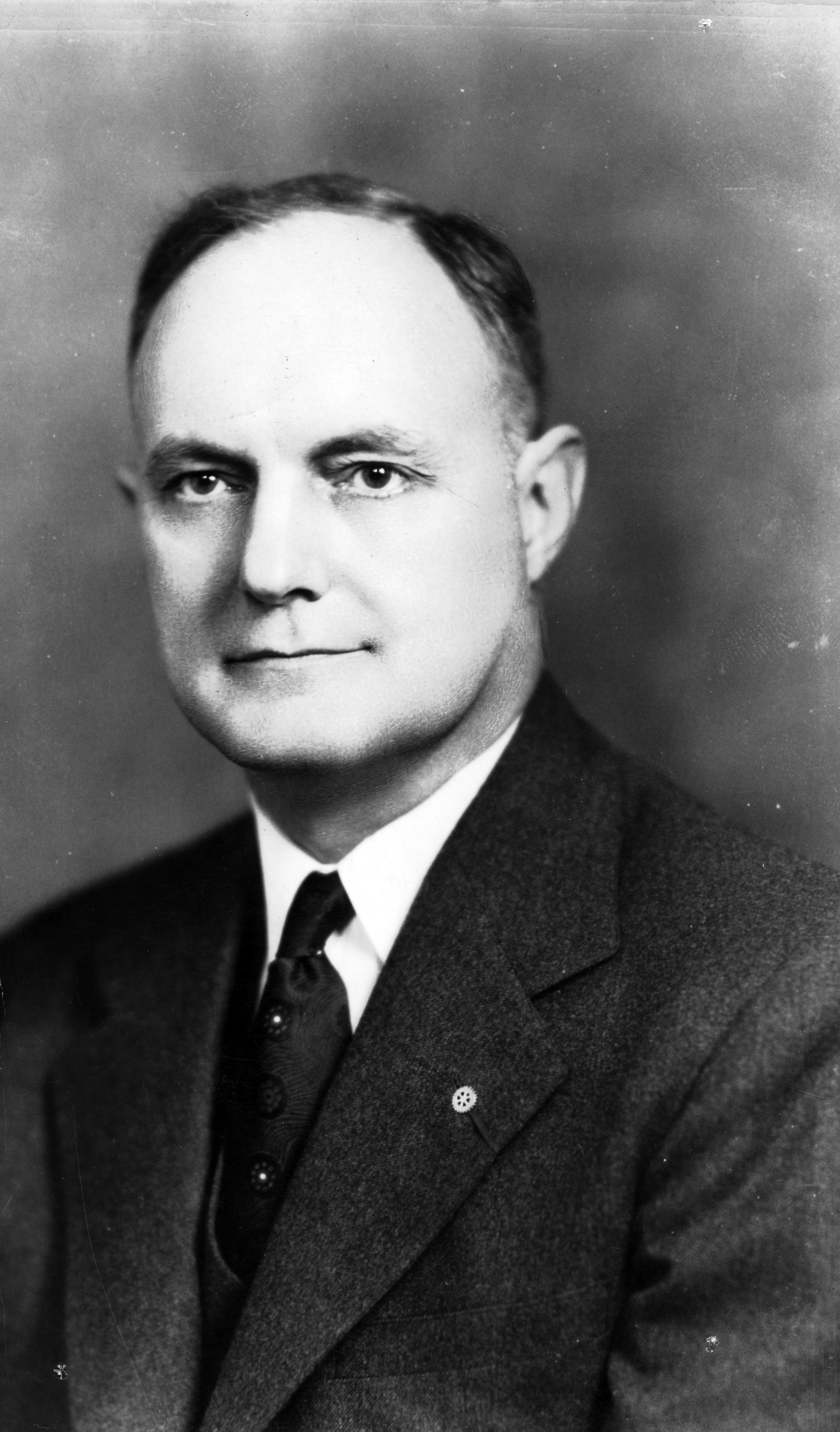
بليك راجسدال فان لير

## روابط خارجية
- موقع الويب الرسمي